# Le Syndrome de Hyde
Le Syndrome de Hyde est une série de bande dessinée fantastique écrite par Éric Corbeyran et Richard Guérineau, dessinée par Djillali Defali et coloriée par Raphaël Hédon. Ses trois albums ont été publiés par la maison d'édition française Delcourt entre 2007 et 2010.

## Albums
- Delcourt, coll. « Machination » :

1. Traque, 2007  (ISBN 978-2-84789-053-2).
2. Seconde nature, 2009  (ISBN 978-2-7560-0488-4).
3. Substrat, 2010  (ISBN 978-2-7560-0580-5).